# Centro Médico del Ejército William Beaumont
El Centro Médico del Ejército William Beaumont es un centro médico del Departamento de Defensa ubicado en Fort Bliss, Texas. Brinda atención integral a todos los beneficiarios, incluidos los militares en servicio activo, sus familiares y los jubilados. El hospital está ubicado en la parte central/noreste de El Paso y brinda servicios de departamento de emergencia para el noreste de El Paso. El actual complejo médico de 1,1 millones de pies cuadrados y 6 edificios se inauguró el 10 de julio de 2021 en East Fort Bliss. WBAMC está afiliado a la Escuela de Medicina Paul L. Foster, que también se encuentra en El Paso, Texas. WBAMC también es un hospital participante para residentes médicos de la Universidad de Ciencias de la Salud de Servicios Uniformados (USU)  y estudiantes de enfermería de la Escuela de Enfermería de la Universidad de Texas en El Paso y la Escuela de Enfermería del Colegio Comunitario de El Paso.

## Historia

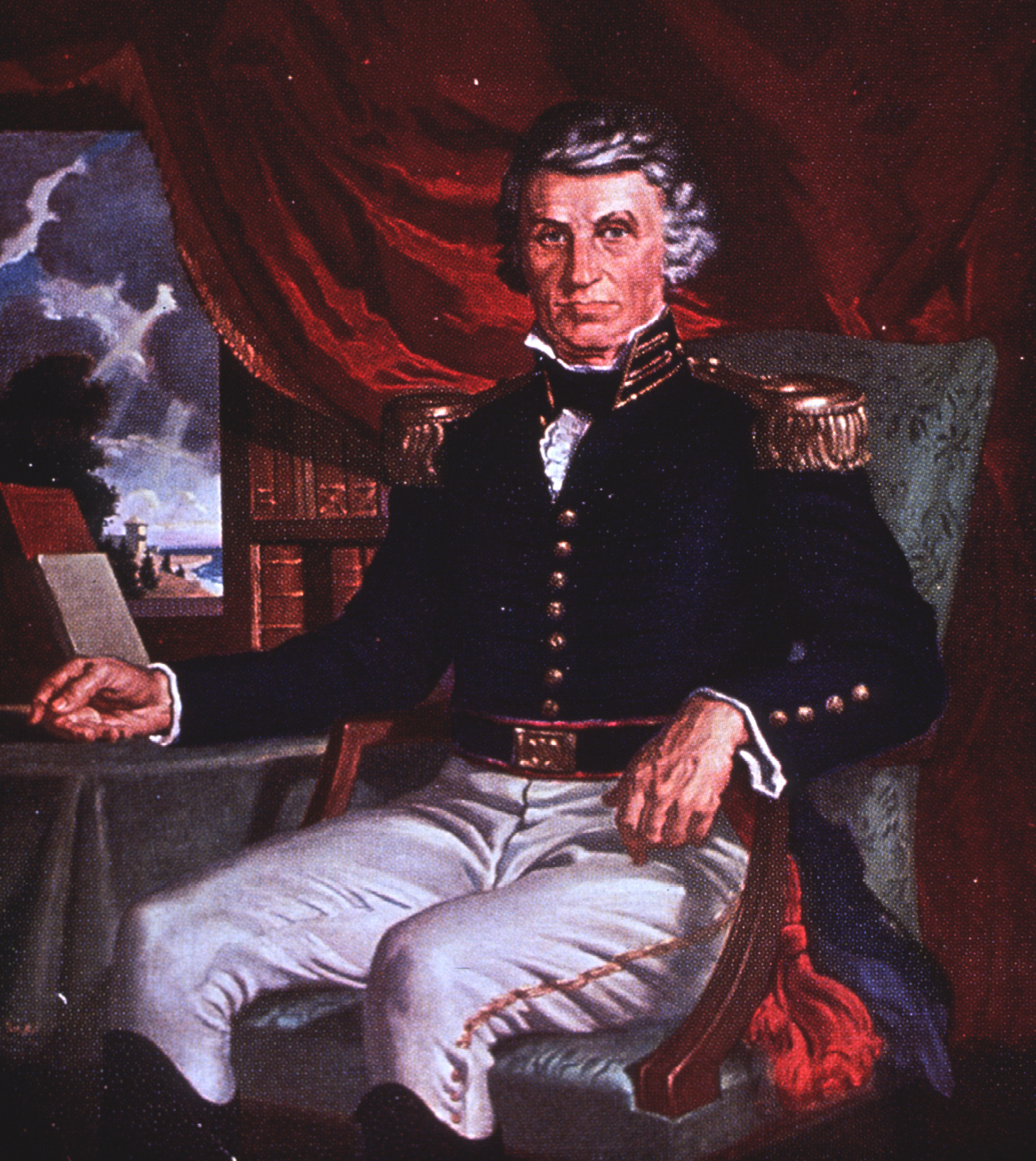
Retrato de William Beaumont con uniforme de gala del ejército estadounidense. El hospital recibió su nombre en honor a William Beaumont en 1921.

El Centro Médico del Ejército William Beaumont (WBAMC), anteriormente Hospital General William Beaumont (WBGH), está actualmente situado al noroeste del área de acantonamiento principal de Fort Bliss, entre Fred Wilson Road y Hayes Avenue. El hospital tuvo sus inicios en Fort Bliss durante la década de 1850. Después de varios movimientos anteriores, Fort Bliss se mudó a su ubicación permanente en La Noria Mesa en 1893. El hospital lleva el nombre del cirujano del ejército William Beaumont  (1785-1853), el "padre de la fisiología gástrica".

### Primeros años (1849-1892)
Desde sus inicios en 1849, las unidades médicas que apoyaron la instalación del Ejército en El Paso se han mudado varias veces. En enero de 1854, se estableció "El Puesto de El Paso del Norte", en el Rancho de Magoffin. Esta instalación en Magoffin's Ranch se conoció formalmente como Fort Bliss el 8 de marzo de 1854, en honor al teniente coronel William Wallace Smith Bliss, un veterano de la guerra entre México y Estados Unidos (1846-1848), quien fue citado por su valentía en acción.. En 1868, la instalación del Ejército se trasladó al Campamento Concordia ; de regreso al centro de El Paso en 1878; a Hart's Mill en la década de 1880; y finalmente a La Noria Mesa en 1893 en un terreno donado por ciudadanos de El Paso. El sitio de La Noria Mesa sigue siendo la estación permanente de Fort Bliss y sus unidades médicas.
Los restos del Hospital del Ejército original ubicado en Hart's Mill fueron descubiertos por arqueólogos en 2012 cerca del campus principal de la Universidad de Texas en El Paso. El ejército utilizó mano de obra militar para construir el hospital de correos en Hart's Mill, que se completó en diciembre de 1880.

#### Guerra Civil: bajo control del ejército confederado (1861-1862)
Se ordenó a Fort Bliss que se rindiera a las fuerzas confederadas el 31 de marzo de 1861 después de que Texas se retirara de la Unión, para incluir el hospital de la guarnición. Fort Bliss y el hospital permanecieron confederados hasta el 20 de agosto de 1862. Las tropas confederadas en retirada destruyeron todo Fort Bliss, excepto el hospital, que albergaba a enfermos y heridos.

### Años de formación (1893-1898)

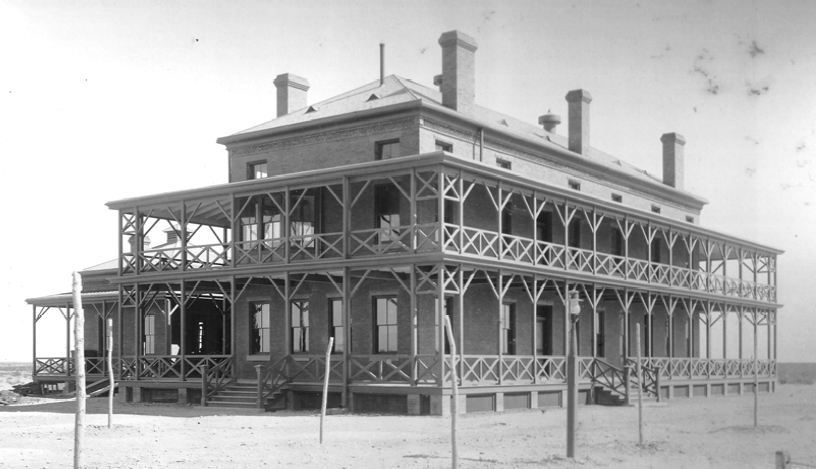
El Hospital Fort Bliss Post fue construido en 1893.

La década de 1890 vio el establecimiento de un hospital permanente en Fort Bliss en apoyo de un puesto de regimiento permanente a lo largo de la frontera. De este período existen veintinueve edificios y un patio de armas en Fort Bliss y contribuyen al distrito histórico principal de Fort Bliss, para incluir el Fort Bliss Fort Hospital, terminado en 1893. Este edificio, ahora conocido como Edificio 8, es actualmente la ubicación de la Oficina del Inspector General de Fort Bliss. Fue agregado al Registro Nacional de Lugares Históricos el 23 de febrero de 1972.

### Guerra hispanoamericana (1898-1902)
Durante este período, el hospital apoyó a una guarnición esquelética en Fort Bliss, que nunca contaba con más de 100 soldados. No fue hasta 1902 y el final de la insurrección filipina que el hospital apoyó a un complemento completo de tropas en Fort Bliss. En 1902, el hospital, junto con todos los edificios de Fort Bliss, estaba en mal estado. El teniente coronel HH Adams, del 18.º Regimiento de Infantería, comandaba el puesto en 1902 e informó que las dependencias del mayordomo del hospital necesitaban "reparaciones exhaustivas".

### Nuevo hospital de correos de Fort Bliss (1903-1919)

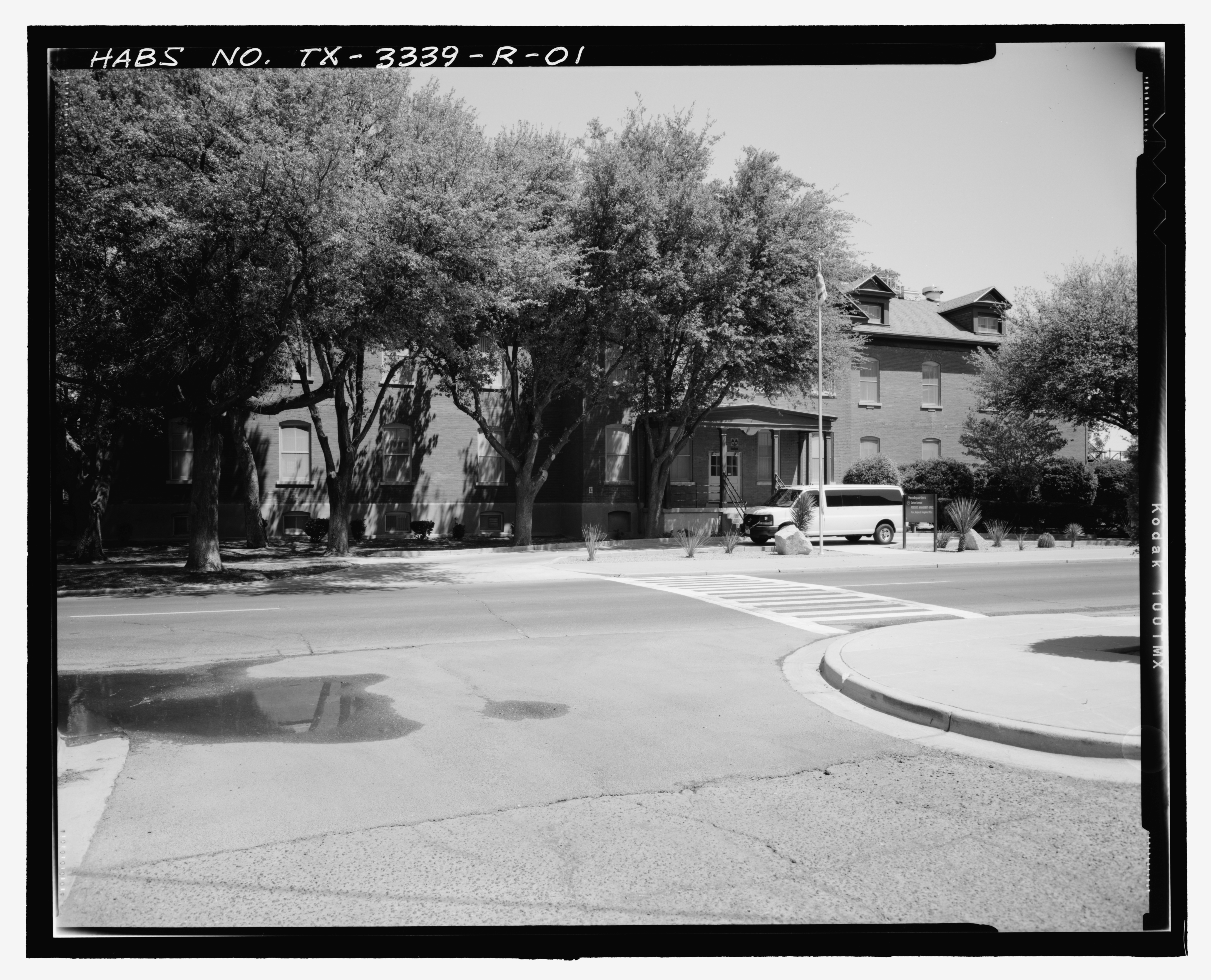
El nuevo edificio del Post Hospital se completó en 1904.

En su informe de 1903, el inspector general encontró que el hospital de Fort Bliss era uno de varios en el Departamento de Texas que mostraban "una construcción defectuosa debido a materiales de calidad inferior o mano de obra deficiente, o ambas cosas". El comandante del Departamento de Texas estuvo de acuerdo ese mismo año: "Sin duda, se necesita un nuevo hospital en Fort Bliss". En el verano de 1904, un nuevo comandante de departamento, el general de brigada Jesse M. Lee, recorrió Fort Bliss y escribió un informe en general crítico con el puesto. Lee informó que se estaba construyendo un nuevo hospital.
El 1 de diciembre de 1917, la compañía 3 del hospital de campaña partió de Fort Bliss, luego zarpó de Hoboken el 5 de diciembre y llegó a Saint-Nazaire el 22 de diciembre, entre los últimos elementos de la 1.ª División de Infantería en llegar a Francia y más tarde al Frente Occidental.
La primera escuela de formación dental del ejército fue establecida en el Fort Bliss Post Hospital en septiembre de 1916 por el capitán Robert T. Oliver. La escuela de odontología del Fort Bliss Post Hospital sirvió de modelo para esfuerzos similares en los campos de movilización después de la declaración de guerra contra Alemania el 6 de abril de 1917.

### Hospital General William Beaumont (1920-1939)

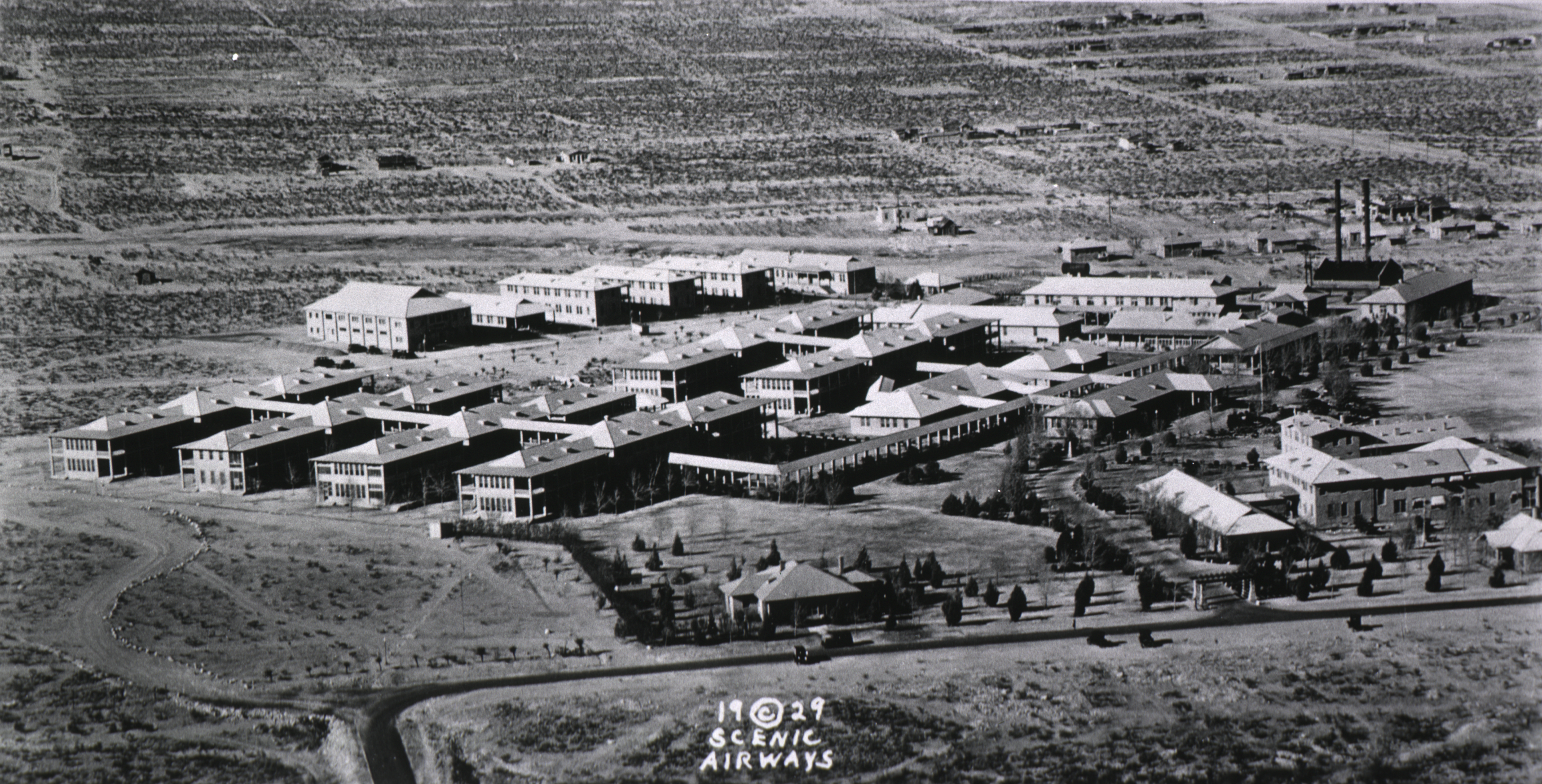
Vista aérea del Hospital General William Beaumont en 1929.

Las Órdenes Generales nº 40 del Departamento de Guerra, del 26 de junio de 1920, estipulaban que este nuevo hospital de Fort Bliss llevara el nombre del Mayor William Beaumont, uno de los cirujanos más famosos del "Viejo Ejército". El Hospital General William Beaumont abrió sus puertas el 1 de julio de 1921 y se completó en 1922. Originalmente constaba de 41 edificios y 403 camas, con una reserva de emergencia de 100 camas adicionales. Los nuevos edificios del hospital estaban hechos de tejas y estuco.
La construcción de los 48 edificios de WBGH en 1920-21 marcó el comienzo del papel de Fort Bliss como importante centro médico militar. Durante las siguientes dos décadas, WBGH sirvió como hospital de la estación de Fort Bliss y como hospital general para la parte occidental del 8.º Comando de Servicio del Ejército. En el personal estaban seis médicos, dos enfermeras y 30 médicos. La misión original de WBGH era brindar atención médica general a las tropas de la patrulla fronteriza estacionadas en Fort Bliss. En la década de 1930, sin embargo, el hospital prestaba servicios a toda la parte occidental del área del Octavo Cuerpo del Ejército, brindando atención médica a los soldados estacionados en puestos en Arizona, Nuevo México y el oeste de Texas.

### Segunda Guerra Mundial y después (1940-1968)

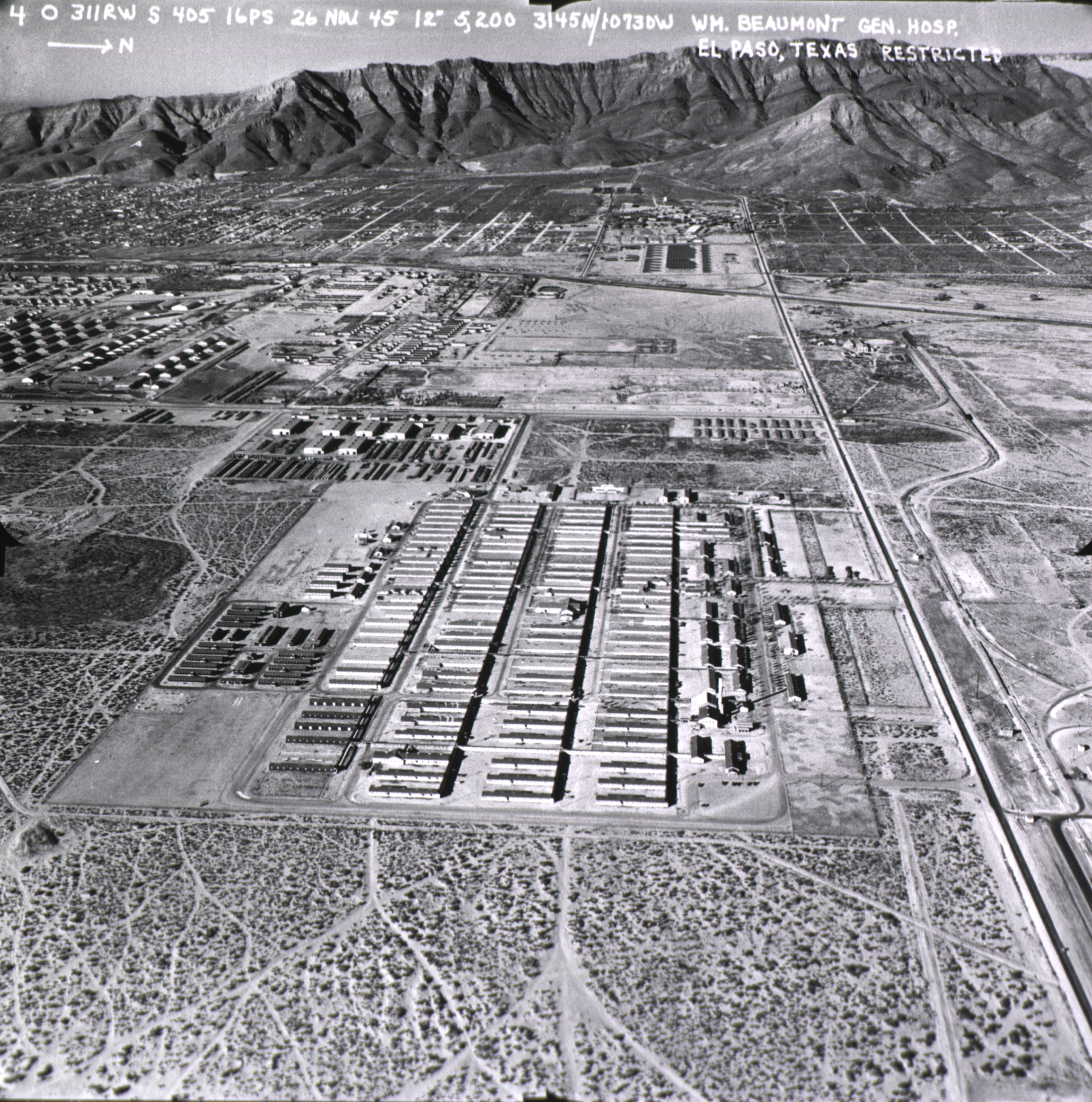
Vista aérea del Hospital General William Beaumont en la base de las montañas Franklin el 26 de noviembre de 1945

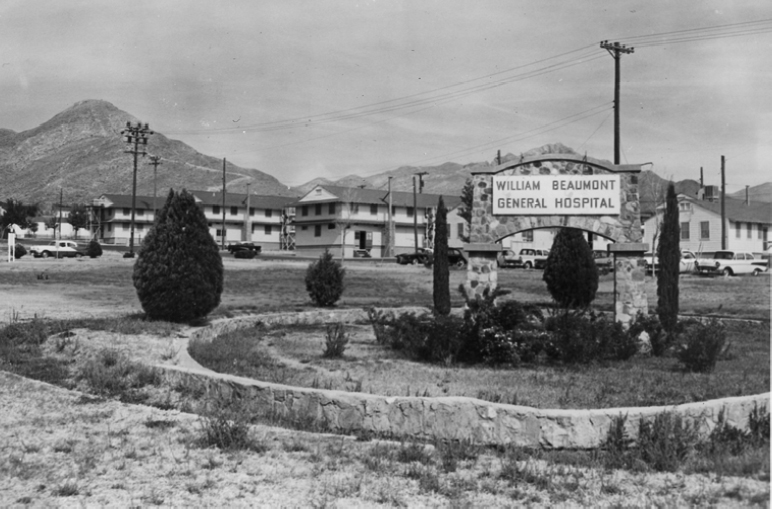
Edificios temporales de la Segunda Guerra Mundial, 1959

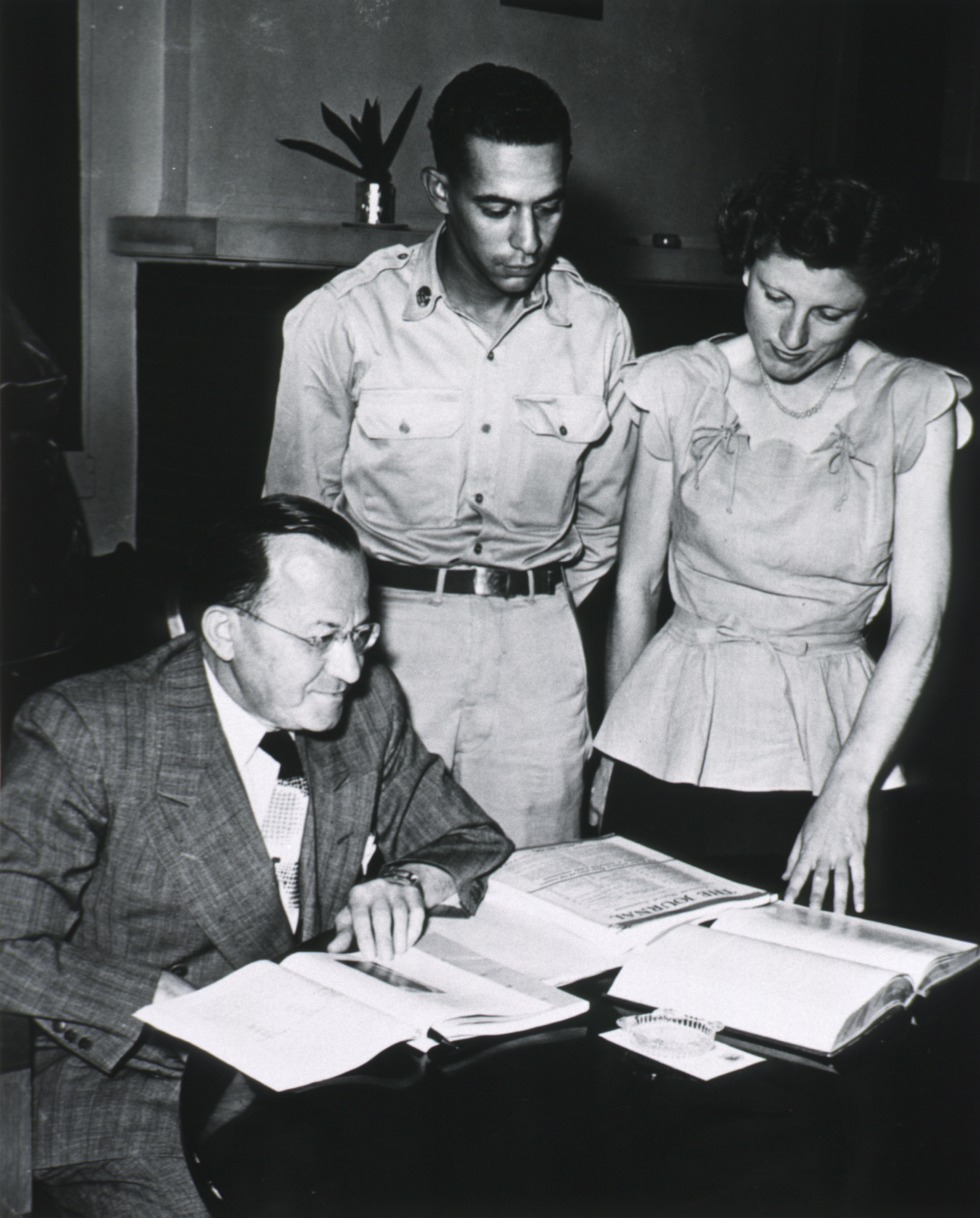
Dr. Hyman I. Goldstein sentado en una mesa de la biblioteca. Junto a él están PFC. Carillo y Myrline Triplett, bibliotecaria del Hospital General William Beaumont.

WBGH sirvió como uno de los muchos hospitales para prisioneros de guerra en los Estados Unidos que apoyaron a los campos de prisioneros de guerra en Fort Bliss y los campos circundantes durante la Segunda Guerra Mundial.
A principios de 1945, se trató a aproximadamente 6.000 pacientes hospitalizados. Además, una escuela militar para técnicos médicos ofrecía formación especializada en procedimientos quirúrgicos, odontológicos, de laboratorio, radiológicos, farmacéuticos y veterinarios. El hospital contaba con un centro de fisioterapia y terapia ocupacional totalmente equipado. Además se inauguró la clínica de ojos artificiales. Posteriormente, el hospital se expandió hasta convertirse en un centro de tratamiento neuropsiquiátrico y cirugía ortopédica. Después de la guerra, WBGH continuó atendiendo las necesidades médicas de Fort Bliss y las instalaciones militares circundantes hasta que las necesidades del ejército superaron la capacidad del hospital. Durante la guerra, el Hospital General William Beaumont capacitó a aproximadamente 16.000 técnicos médicos, incluidos más de mil reclutas del WAC. El hospital también se convirtió en un centro de especialidades en cirugía plástica, cirugía oftálmica, neuropsiquiatría y radioterapia profunda. Sólo en el último año de la guerra, unos 26.358 pacientes recibieron tratamiento médico en el hospital.
A finales de 1945, Wernher von Braun y los 82 miembros originales del grupo Proyecto Paperclip utilizaron uno de los antiguos edificios de WBGH como su laboratorio inicial y cuartel general, como señaló un historiador del ejército:

The von Braun team set up shop in the dusty remains of a former temporary hospital area. The wooden buildings contained no laboratories or equipment but they were the best that could be provided at the time. At least it was a place to begin, and it was close to the new missile firing range at White Sands, New Mexico.

Beaumont fue uno de los diez hospitales generales del ejército que se conservaron después de la Segunda Guerra Mundial. Además de brindar atención médica a los soldados heridos que regresaron durante los conflictos en Corea y Vietnam, el hospital también brindó medicina general y servicios quirúrgicos a los veteranos y al personal de Fort Bliss y otras instalaciones militares regionales.

### Centro médico del ejército William Beaumont (1969-presente)

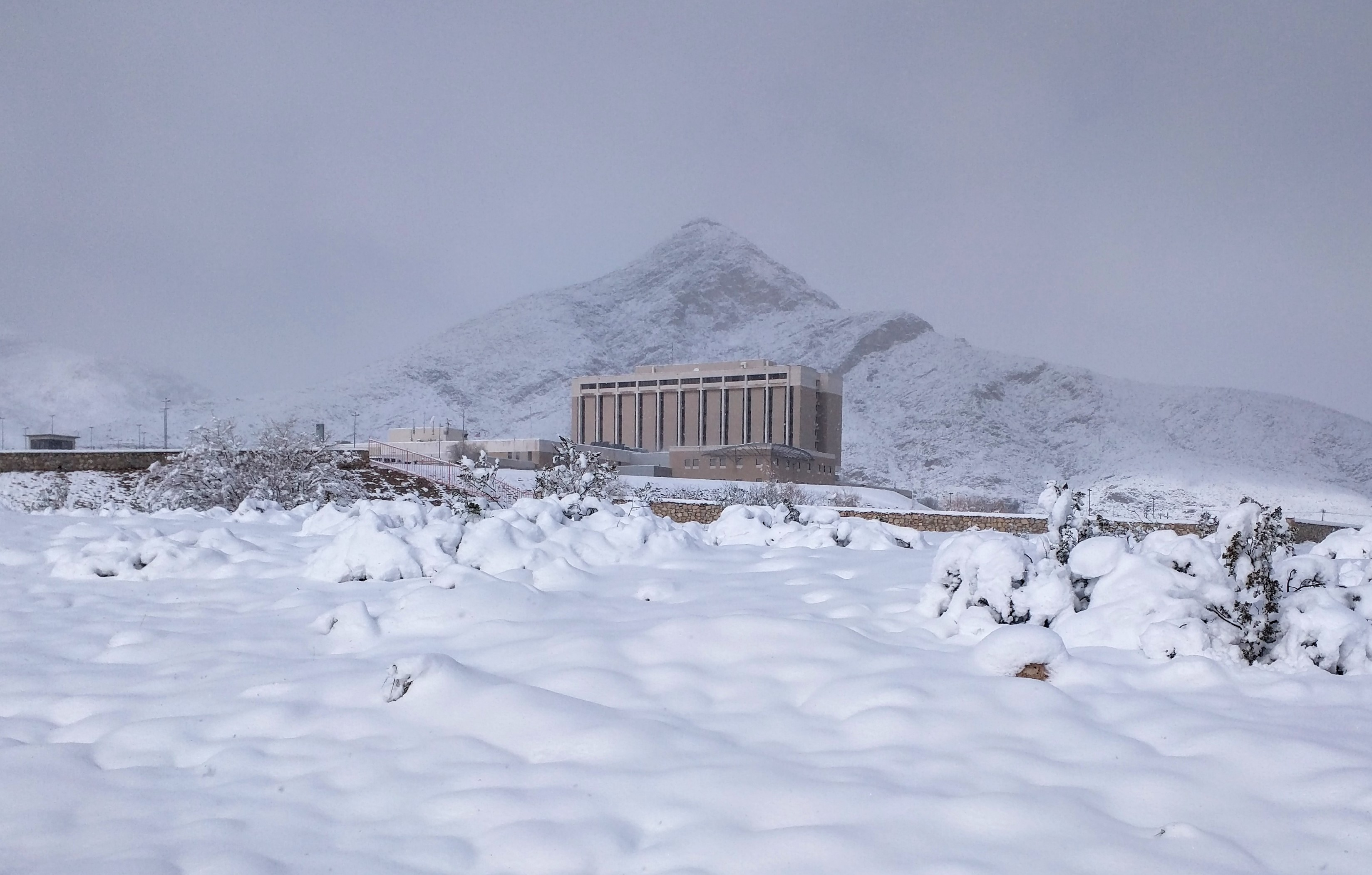
Después de la tormenta invernal de diciembre de 2015

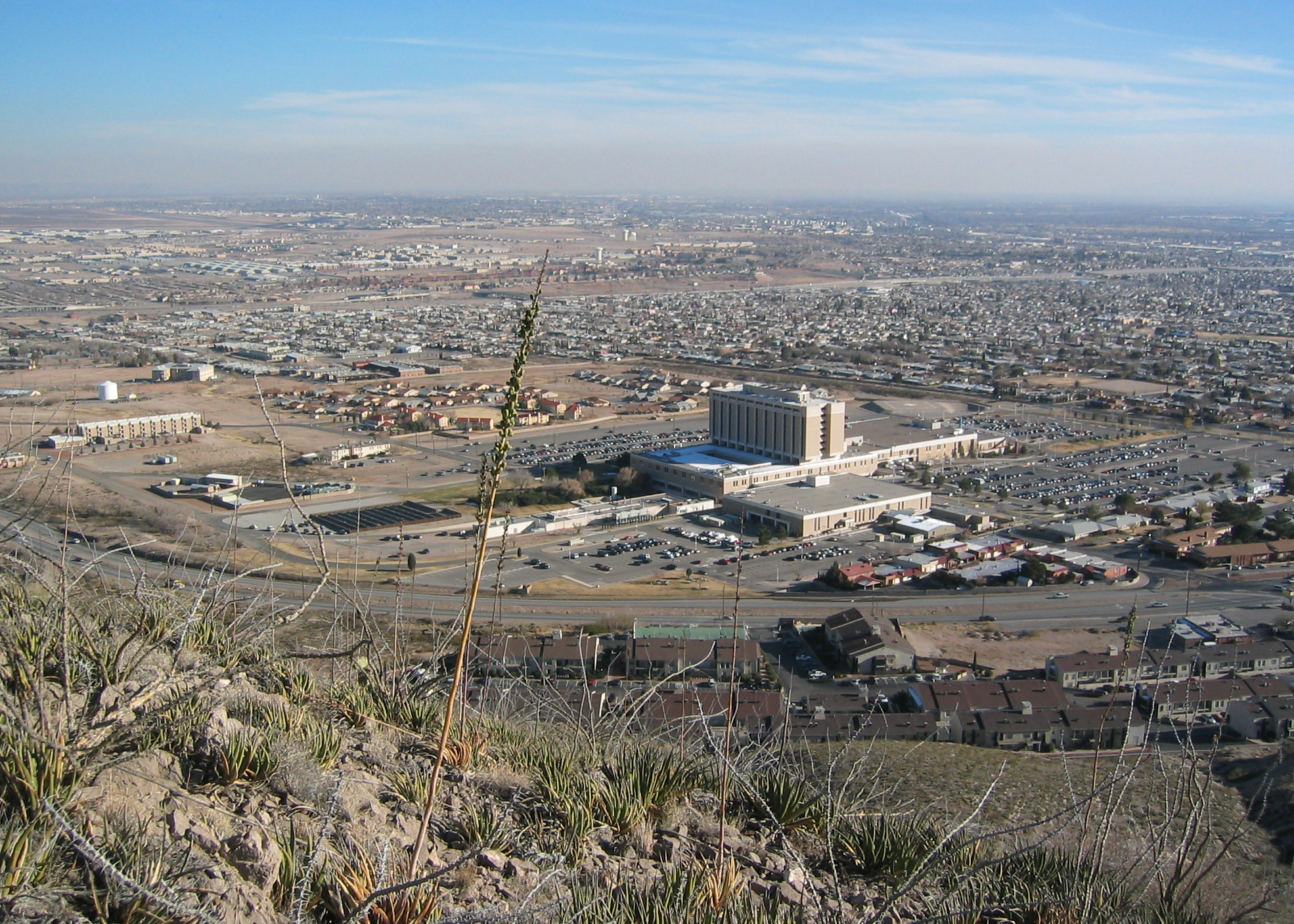
WBAMC y el vecindario Summit Place vistos desde el sendero hasta Sugarloaf Peak en El Paso. Summit Park y Reservoir (en Piedras Street y Fillmore Avenue) son visibles hacia la derecha.

En 1969, el Ejército inició la construcción de un nuevo hospital de 12 pisos al oeste del área de WBGH. Terminada en 1972, la nueva instalación pasó a ser conocida como el Centro Médico del Ejército William Beaumont. El edificio es de estilo arquitectónico modernista, con 124 torre de pies. Aunque originalmente fue diseñado para 611 camas, a principios de la década de 1980 el hospital tenía una capacidad de 463. El edificio Omar N. Bradley, una ampliación del lado oeste del hospital principal, se inauguró en 1982; Proporciona 200 pies cuadrados (18,6 m²)   de espacio clínico y administrativo. Hoy, el hospital tiene una capacidad de camas de más de 150 pacientes; durante contingencias, el hospital puede ampliarse a una capacidad de 373 pacientes. Como principal centro médico regional del ejército del suroeste, esta moderna instalación ahora brinda atención médica al personal militar activo y retirado y a sus dependientes en la región de tres estados de Texas, Nuevo México y Arizona.
El mayor general (Dr.) Charles C. Pixley, comandante del hospital desde septiembre de 1975 hasta diciembre de 1976, fue ascendido a teniente general en 1977 y se convirtió en Cirujano General del Ejército.

## Casa del pescador
La Fisher House Foundation, que brinda alojamiento gratuito a familias de militares con un pariente hospitalizado, opera una instalación en WBAMC. Celebró su vigésimo aniversario de funcionamiento el 22 de febrero de 2014.

## Insignia de unidad
El diseño de la insignia de la unidad WBAMC simboliza algunos de los aspectos más destacados del homónimo Dr. William Beaumont, el paciente de Beaumont Alexis St. Martin, la tradición médica de la unidad y la ubicación de la unidad en El Paso.

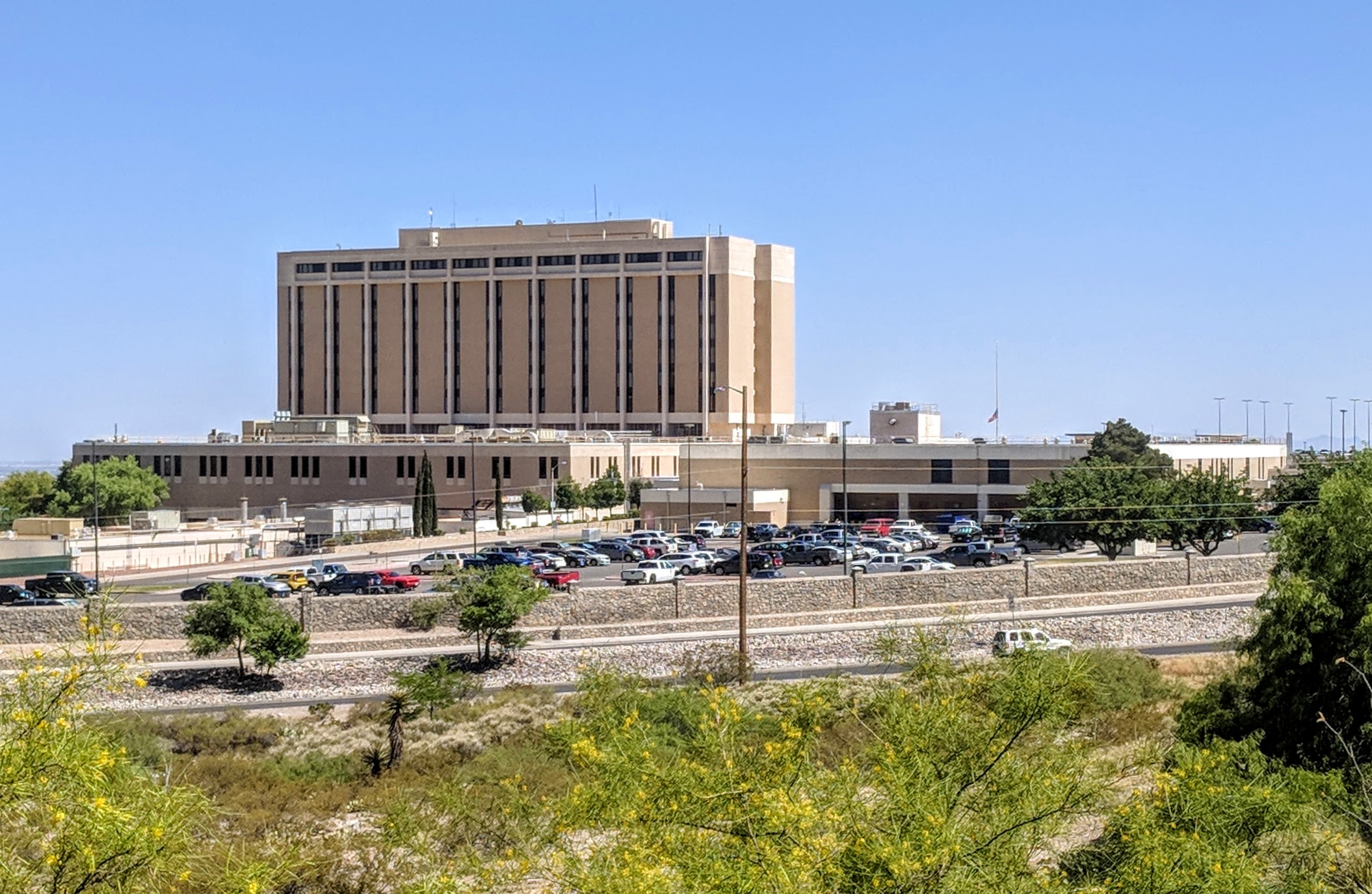
El anterior Hospital Beaumont, en uso hasta julio de 2021.

La flor de lis que apunta al norte se refiere a la asignación del Dr. Beaumont en 1820 al puesto avanzado de Fort Mackinac en el norte de Michigan. La ventana circular en el centro de la cruz hace referencia a la herida del estómago de Alexis St. Martin que nunca se cerró, presentando a Beaumont una ventana a través de la cual podía estudiar el funcionamiento del estómago humano. Los colores blanco y granate son tradicionales del Departamento Médico del Ejército de EE. UU.  La cruz de Malta hace referencia a los Caballeros Hospitalarios de la época medieval como símbolo de la profesión médica.  La ubicación de WBAMC en El Paso, Texas, está simbolizada por el brazo vertical de la cruz que pasa entre las montañas (en referencia a la traducción al inglés de El Paso como "el paso") y termina en la ola azul que representa el Río Grande.

## Pacientes notables
- Omar N. Bradley, el último general estadounidense de cinco estrellas, vivió durante su retiro en una residencia especial del Centro Médico del Ejército William Beaumont.[42]
- William O. Wooldridge, el primer Sargento Mayor del Ejército fue tratado en WBAMC [43]
- Varios de los prisioneros de guerra (POW) de la invasión de Irak de 2003 fueron tratados en WBAMC.[44]

## Centro de atención médica para veteranos ubicado en el mismo lugar
El Sistema de Atención Médica VA de El Paso tiene una empresa conjunta con el Centro Médico del Ejército William Beaumont. Esta empresa conjunta permite que ambas actividades maximicen la utilización de recursos. A través de la empresa conjunta, VA adquiere servicios de departamento de emergencia y atención hospitalaria para emergencias médicas, psiquiátricas y quirúrgicas agudas. La empresa conjunta ha dado lugar a acuerdos únicos que han aumentado el acceso de los pacientes en cirugía general y cirugía vascular.